# Грос-Диснак
Грос-Диснак (нем. Groß Disnack) — община в Германии, в земле Шлезвиг-Гольштейн.
Входит в состав района Герцогство Лауэнбург. Подчиняется управлению Лауэнбургише Зеен. Население составляет 84 человека (на 31 декабря 2010 года). Занимает площадь 5,99 км².